# Criomorphus australiae
Criomorphus australiae är en insektsart som beskrevs av George Willis Kirkaldy 1907. Criomorphus australiae ingår i släktet Criomorphus och familjen sporrstritar. Inga underarter finns listade i Catalogue of Life.